# Missió d'Observació de les Nacions Unides per a Índia i Pakistan
La Missió d'Observació de les Nacions Unides per a Índia i Pakistan (UNIPOM) va ser una missió de pau de les Nacions Unides establerta el 20 de setembre de 1965 mitjançant la Resolució 211. El seu mandat consistia en supervisar l'alto el foc a la regió de Jammu i Caixmir després de la guerra indopakistanesa de 1965.
La missió era necessària després que els governs pakistanès i indi havien enviat contingents militars a la regió. La UNIPOM va ser per protegir la seguretat dels observadors de la UNMOGIP i evitar que la tensió entre els dos països es convertís en guerra. La missió va acabar quan ambdós països van retirar les tropes, al març de 1966. Tenia la seu a Lahore i Amritsar.
El comandant general era el brigadier canadenc B.F. Macdonald. Es van desplegar gairebé 100 observadors militars, recolzats per empleats civils locals i internacionals. Els països que aporten personal militar van ser: Austràlia, Bèlgica, Birmània, Brasil, Canadà, Ceilan, Xile, Dinamarca, Etiòpia, Finlàndia, Irlanda, Itàlia, Nepal, Nigèria, Nova Zelanda, Noruega, Països Baixos, Suècia i Veneçuela.